# Xavéri Szent Ferenc-székesegyház (Hrodna)
A Xavéri Szent Ferenc-székesegyház (belaruszul: Кафедральны касцёл Святога Францішка Ксаверыя, lengyelül: Bazylika katedralna św. Franciszka Ksawerego w Grodnie, oroszul: Собор Святого Франциска Ксаверия) egy vilniusi barokk stílusú római katolikus székesegyház a fehéroroszországi Hrodna történelmi központjában. Eredetileg jezsuita templom volt, és csak 1991-ben, az újonnan alapított Hrodnai egyházmegye létrehozásával vált székesegyházzá. Napjainkban egyike Fehéroroszország mindössze négy basilica minor rangú templomának.

## Története

### Építése
A jezsuiták első templomának alapítója, amely a Vytautas-plébániatemplom helyén épült volna, Báthory István lengyel király volt, aki élete végén erőfeszítéseket tett, hogy a jezsuitákat Grodnóba telepíthesse le. Az uralkodó 1585-ben Niepołomicében írt végrendeletében szerepelt egy erre vonatkozó záradék:
„30.000 zloty marad a foglyok kivásárlására szánt pénzből, ebből 10.000 zlotyt a templom és a grodnói kollégium építésére adományozok ... Ebből 10.000 zlotyt adok a templom és a grodnói kollégium építésére...”
Felépülése esetén a templom az uralkodó nyughelye lett volna, de a király 1586-ban váratlanul meghalt, amikor a falakat még csak félig húzták fel. A Báthory által adományozott Kundzin falut a vilniusi noviciátus dotálására osztották ki, a később Vytautas Fara néven (korábbi fejedelmi alapítása miatt) ismert és 1587-ben elkészült templomot pedig a Boldogságos Szűz Mária mennybevétele plébániának adták, az udvarokat pedig bérbe adták. A jezsuiták lakóhelyének építésére irányuló kezdeményezést 1621-ben ismét Grodno sztarosztája,  Stanislav Kossobudzki vette fel, aki Sucha Balla falut a rendre hagyta. Ennek eredményeképpen 1622-ben Grodnóban megvásároltak egy missziós házat, és az első jezsuiták ott telepedtek le.
1660-ban a jezsuiták visszatértek lakóhelyükre, és 1662-ben folytatták a Szent Péter és Szent Pál-téglatemplom építését (1700 után ezt iskolává alakították át). 1664-ben a rend ajándékba kapott egy csodálatos Szűz Mária-képet, amelyet Albrycht Radziwill herceg hozatott Rómából. Ezt a kora barokk stílusban festett képet a diákok kongregációs oltárán helyezték el, és ettől kezdve kezdték „Diákok Szűzanyjának” nevezni.
1674-ben megkezdődött a mai Xavéri Szent Ferenc-templom alapjainak kiásása, és 1675-ben Mikolaj Slupski vilniusi püspök megszentelte az alapkövet. A kórus 1691-ben tetővel fedték be. 1699. december 26-án, Szászországba visszatérőben II. Erős Ágost király megállt Grodnóban, és meglátogatta a templomot és a jezsuita kollégiumot.
1705 novemberében a király ismét Grodnóban járt, ahol részt vett az úgynevezett grodnói tanácskozáson. I. Péter cárral együtt részt vett a jezsuita templom felszentelésén, amelyet Teodor Potocki chelmnói püspök végzett (a templom 1678-1705-ben nyerte el mai formáját). A Svédország ellen folyó nagy északi háború nem akadályozta meg a jezsuitákat a templom felszerelésében, pedig a város többször is gazdát cserélt ezalatt. 1707-ben Christoph Pöcher königsbergi szobrász tervezte a főoltárt és a mellékoltárokat. Ezek közül hatot Vilniusban és Königsbergben készítettek, és 1709-ben és 1715-ben Grodnóba hozták, további négyet pedig 1716-ban szállítottak. 1708-ban a tetőkről eltávolították a pusztuló cserepeket, és vörösre festett lemezeket fektettek le. 1729-ben a templomban megkezdődtek a Szejm ülései.
1736-1737-ben a reszeli Jan Chrystian Schmidt építette és állította fel a templom főoltárát, amelyet Msztyiszlavl várnagya, Sámuel Lazov finanszírozott feleségével, Konstancával. 1750-1752-ben a tornyokat egy emelettel megmagasították, és a belső teret újjá díszítették; szószéket építettek és 14 freskót készítettek, amelyek a templom védőszentjének, Xavéri Szent Ferencnek az életéből vett jeleneteket ábrázolják. 1761-ben Chrystian van Hausen danzigi aranyműves ezüstkereteket készített a Diákok Szűz Máriáját ábrázoló festményhez. 1765-ben készült el a templomhajók kereszteződésénél lévő kupola és valószínűleg a tornyok sisakjai is. A homlokzat fülkéiben 1768-ban Georgius Gis szobrászművész Xavéri Szent Ferenc, Szent Péter és Szent Pál szobrait helyezte el.

### Későbbi története
1774 novemberében a jezsuita rendet XIV. Kelemen pápa feloszlatta a Dominus ac Redemptor kezdetű pápai bullájával. 1782-ben egykori templomuk plébániatemplommá vált. A templom és a kolostor épületeit a Nemzeti Oktatási Bizottság vette át. 1782-ben a plébániai szolgálatokat a tűzvészben megrongálódott Witold plébániatemplomból a Xavéri Szent Ferenc-templomba helyezték át; ettől kezdve a Xavéri Szent Ferenc-templom a város plébániatemploma lett.
Lengyelország felosztásával a terület és a templom is orosz fennhatóság alá került. A hatóságok a város egy másik épületét alakították át ortodox templommá, így a jelentősebb változásokat sikeresen átvészelte. A két világháború között Grodnó a Második Lengyel Köztársaságé lett.
A szovjet uralom idején 1960-tól 1988-ig a papok nem tarthattak misét a templomban. Ennek ellenére minden vasárnap és ünnepnapon a hívek az oltár körül gyűltek össze, gyertyát gyújtottak, imádkoztak, vallásos énekeket énekeltek és körmenetet tartottak.
1988-ban, P. Tadeusz Kondrusievicz erőfeszítéseinek eredményeként a normális plébániai élet újraindult. 1989. július 25-én P. Kondrusievicz megkapta a püspöki szentséget, és a fehéroroszországi egyház apostoli adminisztrátorává nevezték ki. 1989. október 8-án került sor a Xavéri  Szent Ferenc-templomba való beiktatására; ez volt az első ilyen alkalom a templom történetében.
II. János Pál pápa 1990. december 15-én a templomnak a basilica minor címet adományozta, 1991. április 13-án pedig felállította a Hrodnai egyházmegyét, és a templomot székesegyházi rangra emelte.
2005. augusztus 28-án, a székesegyház felszentelésének 300. évfordulóján került sor a Kongregáció Szűz Mária (Diák) ikonjának pápai koronával való megkoronázási szertartására. Ezt a festményt, amely a római Santa Maria Maggiore-bazilikából származó Havas Boldogasszony kegykép másolata, a hívek a 17. század második fele óta tisztelik.
2006 nyarán tűz ütött ki az oltárban. Az ok egy hibás elektromos berendezés volt. Két szobor teljesen megsemmisült.
Az elmúlt években a templomot a kulturális és nemzeti örökségért felelős miniszter „Kulturális örökség” programja keretében restaurálták, amelyet közvetlenül a lengyel állami költségvetésből származó miniszteri forrásokból finanszíroznak.

## Építészeti jellemzői
A Xavéri Szent Ferenc-székesegyház az egykori Rzeczpospolita egyik legnagyobb barokk temploma: 60 méter hosszú és 30 méter széles, a kupola csúcsáig 45 méter magas. Háromhajós bazilikaként épült, a hajó és a kereszthajó metszéspontjában kupolával. A kupola átmérője 13 méter, a kereszthajó hossza pedig 33 méter. A lapos homlokzatot két, vilniusi barokk stílusú, sisakkal koronázott harangtorony koronázza. A tornyok között egy timpanonnal fedett nyeregtető található. A tornyok magassága több mint 55 méter (más, kevésbé megbízható adatok szerint 65 méter). 
A kórus keskenyebb, mint a hajó, és korinthoszi fejezetű pilaszterek választják el attól. A templom belsejét 13 oltár, köztük 12 mellékoltár díszíti.
A presbitériumban egy csodálatos barokk főoltár található, amely 1737-1760 között készült, és amelynek szobrait a warmiai Reszelből származó Jan Chrystian Schmidt  faragta. Az oltár kétszintes. A maga 21 méteres magasságával az egyik legmagasabb barokk oltár Európában. Minden emeletet egy-egy oszlopsor tölti ki, amelyek között szentek és apostolok alakjai vannak elhelyezve, összesen 50 szobor. A második szint közepén egy Krisztus-szobor áll. Az oltár tetején a templom alapítójának, Mstislavia várnagyának, Konstancja Jundziłów Łazowa-i Konstancának és angyaloknak a szobrai állnak. Az oltárt egy középen elhelyezett radiális glória koronázza. Az oltár és az azt díszítő szobrok fából készültek.
A Königsbergből importált mellékoltárok Szent Sztaniszlót (balra) és Szent Kázmért (jobbra) ábrázolják. A bal oldali kereszthajó kápolnájában található Szent Mihály arkangyal-oltára a Litván Nagyfejedelemség kiemelkedő alakjainak faragott képeivel. Mindezek a díszítőelemek igen nagy művészi értéket képviselnek.
A jobb oldali kereszthajó oszlopánál Antoni Tyzenhauz emlékműve áll, amelyet Tomasz Dykas lvivi szobrászművész (sz. 1910) faragott meg. Az emlékmű egy életnagyságú, aranyozott bronzból készült női alakot ábrázol, aki szürke márványból készült lépcsőn ül és két pálmalevelet lenget. Az emlékmű közepén egy bronz medalion található Tyzenhaus domborművével, alatta pedig egy feliratos tábla áll.

## Galéria

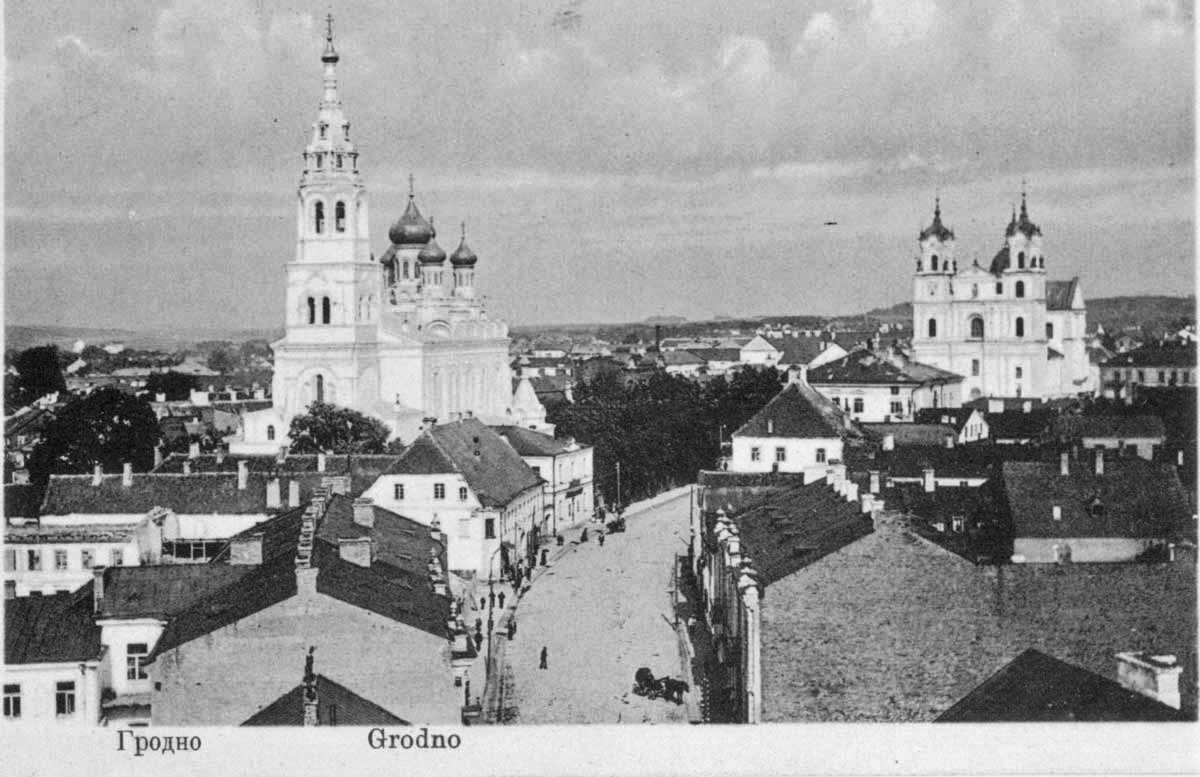
A még oroszosított Hrodna 1920-ban
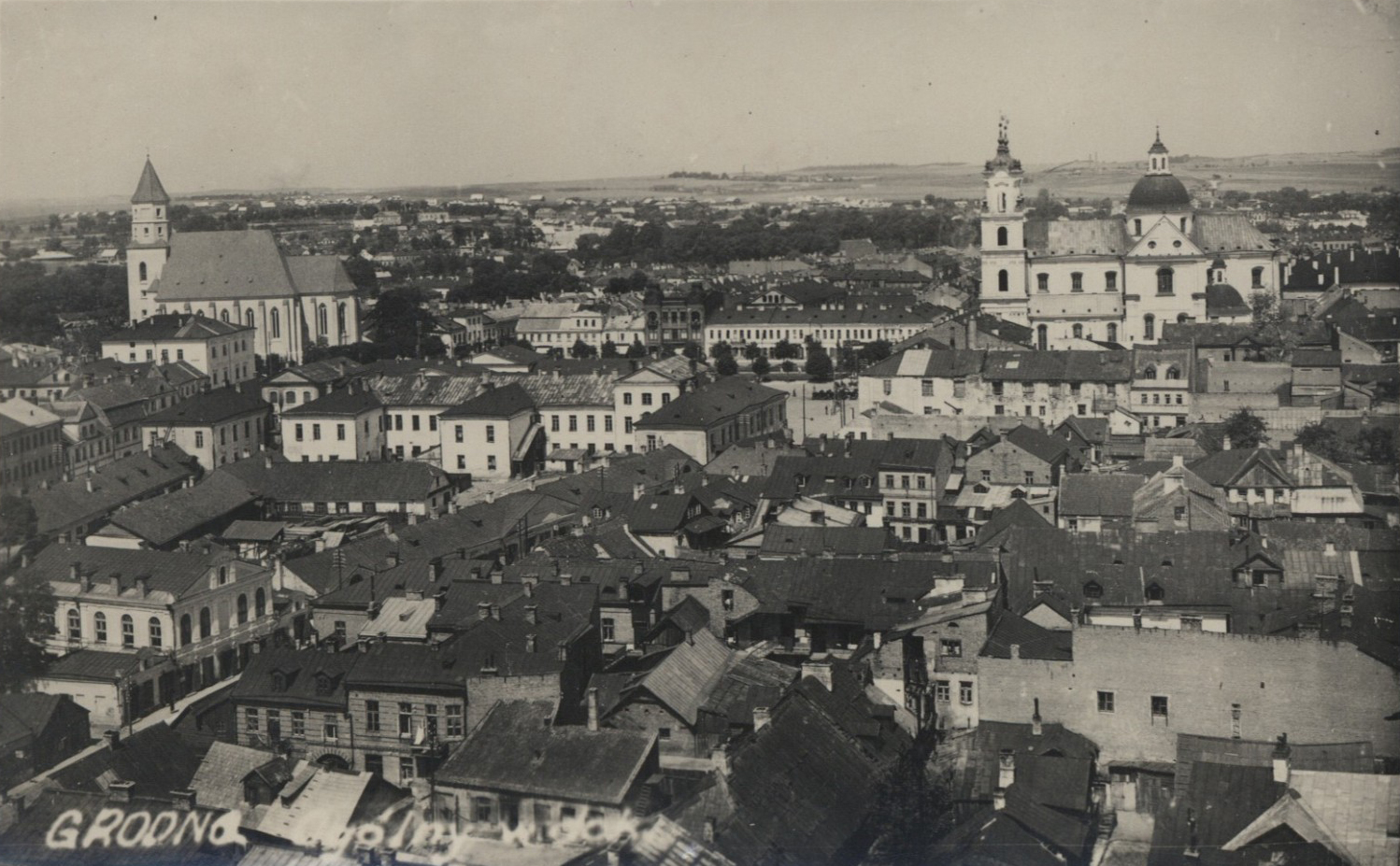
A lengyel Grodnó látképe 1935-ben
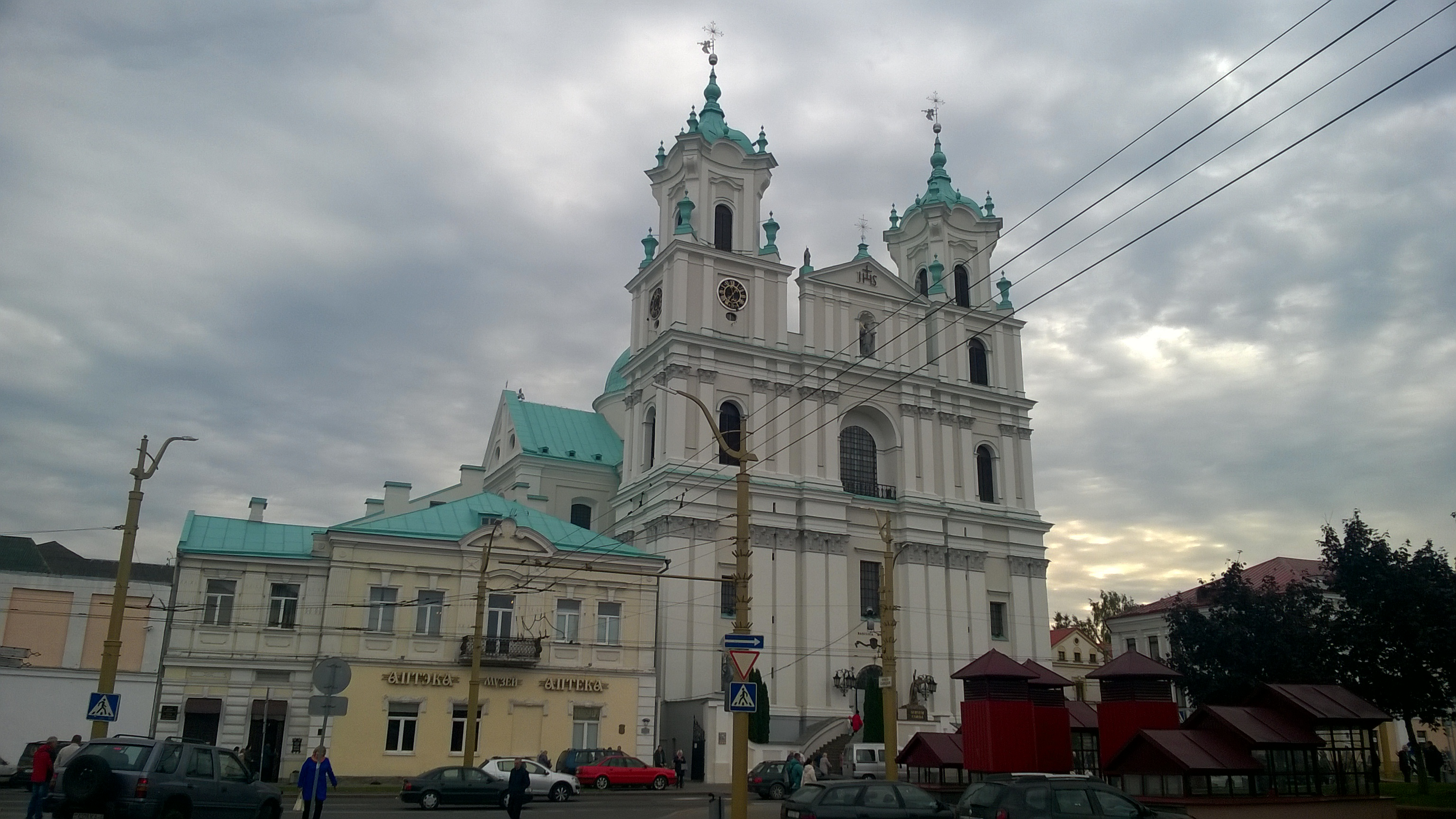
A Szovetszkaja (korábban Báthory) térről nézve
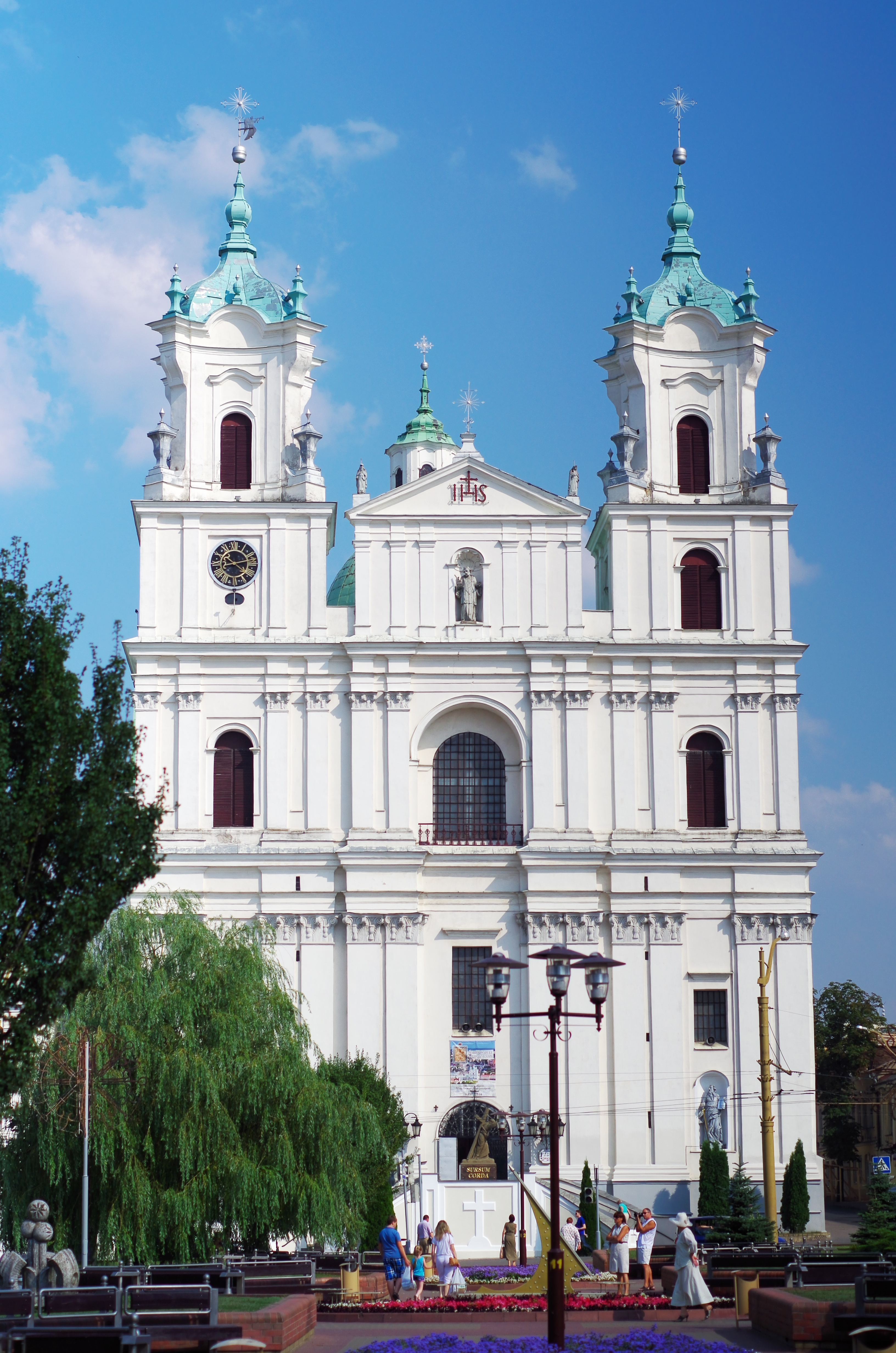
A főhomlokzat
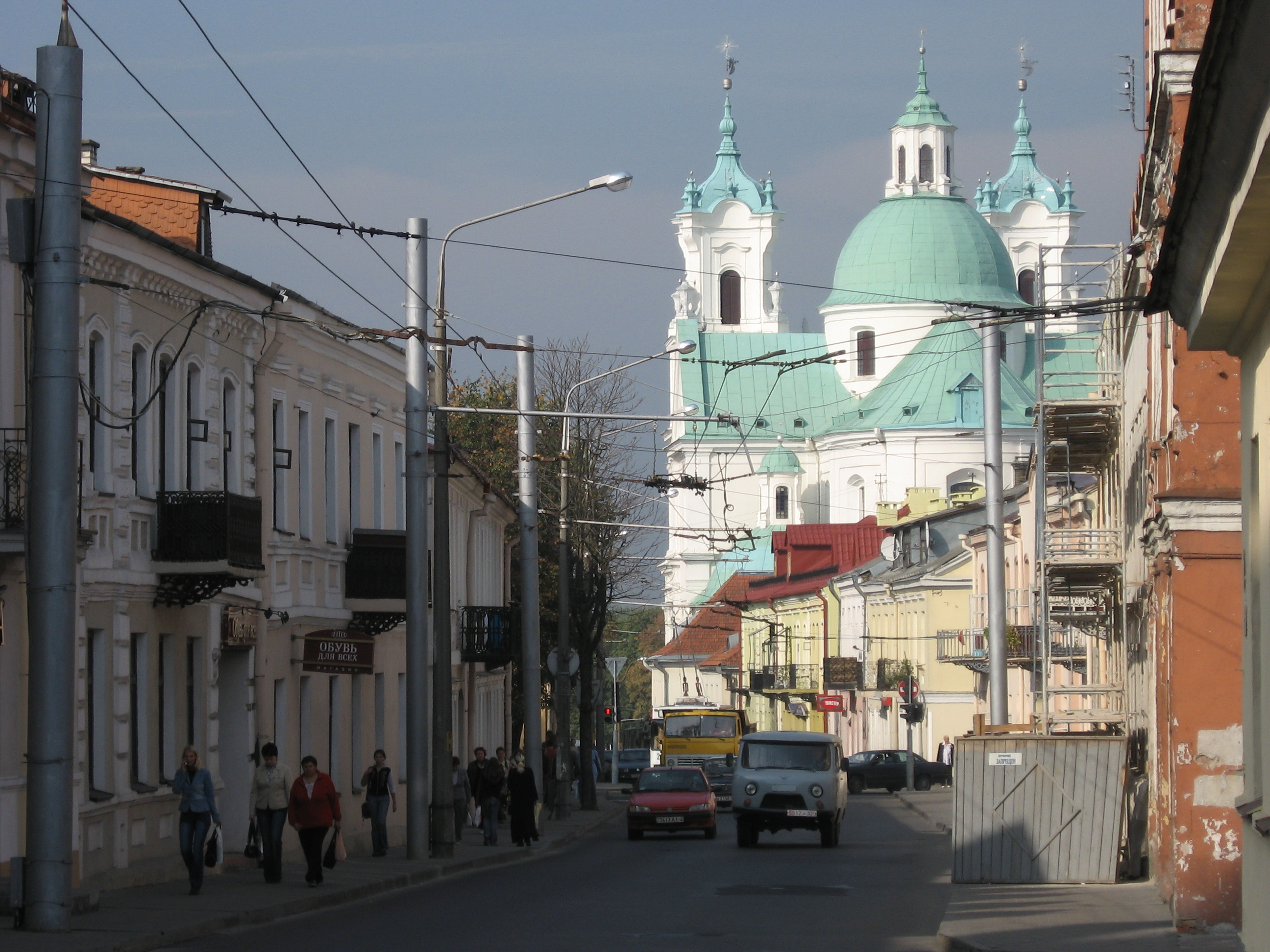
Az épület hátsó látképe a szomszédos utcából
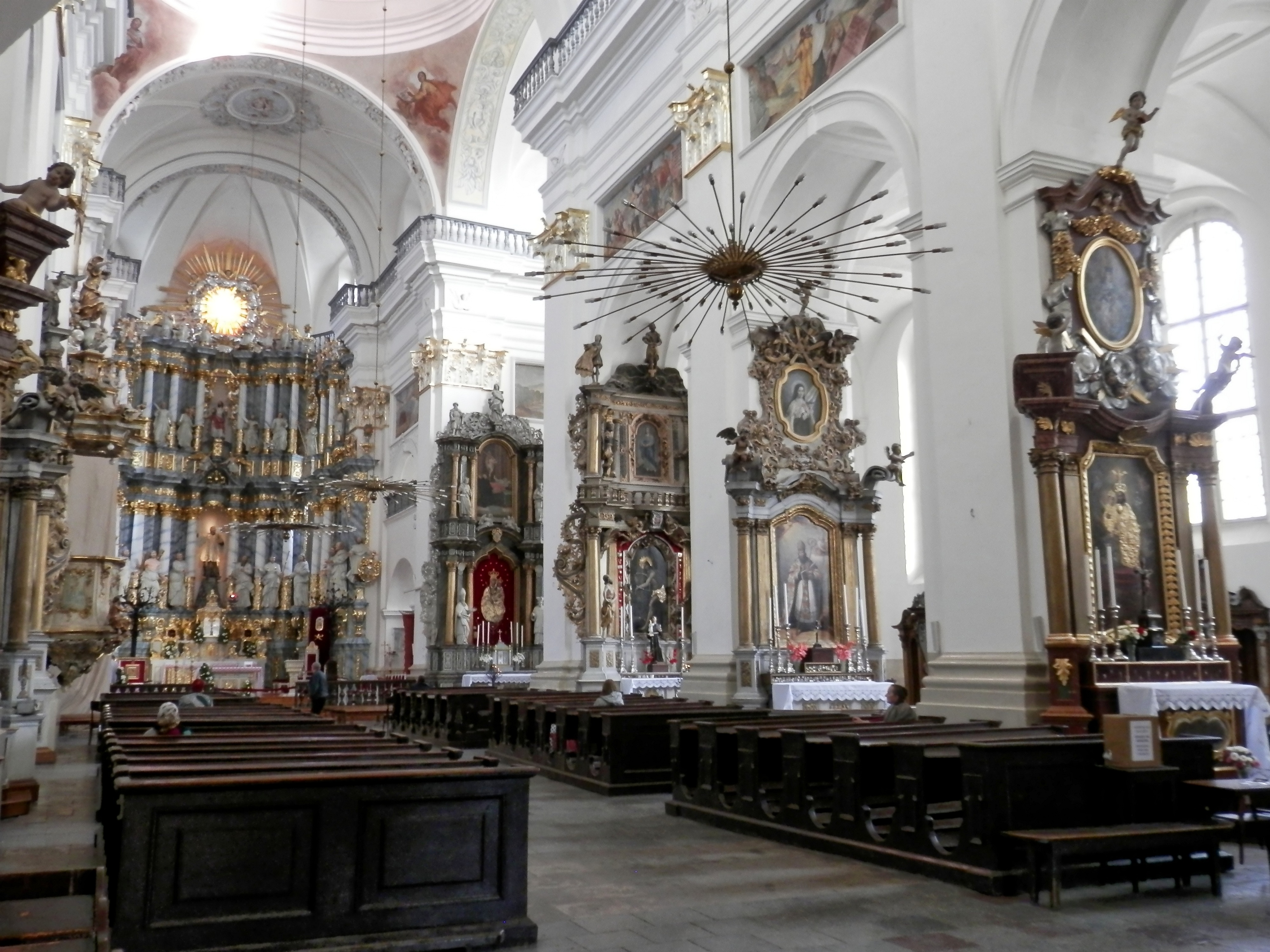
A díszes barokk belső oltárai
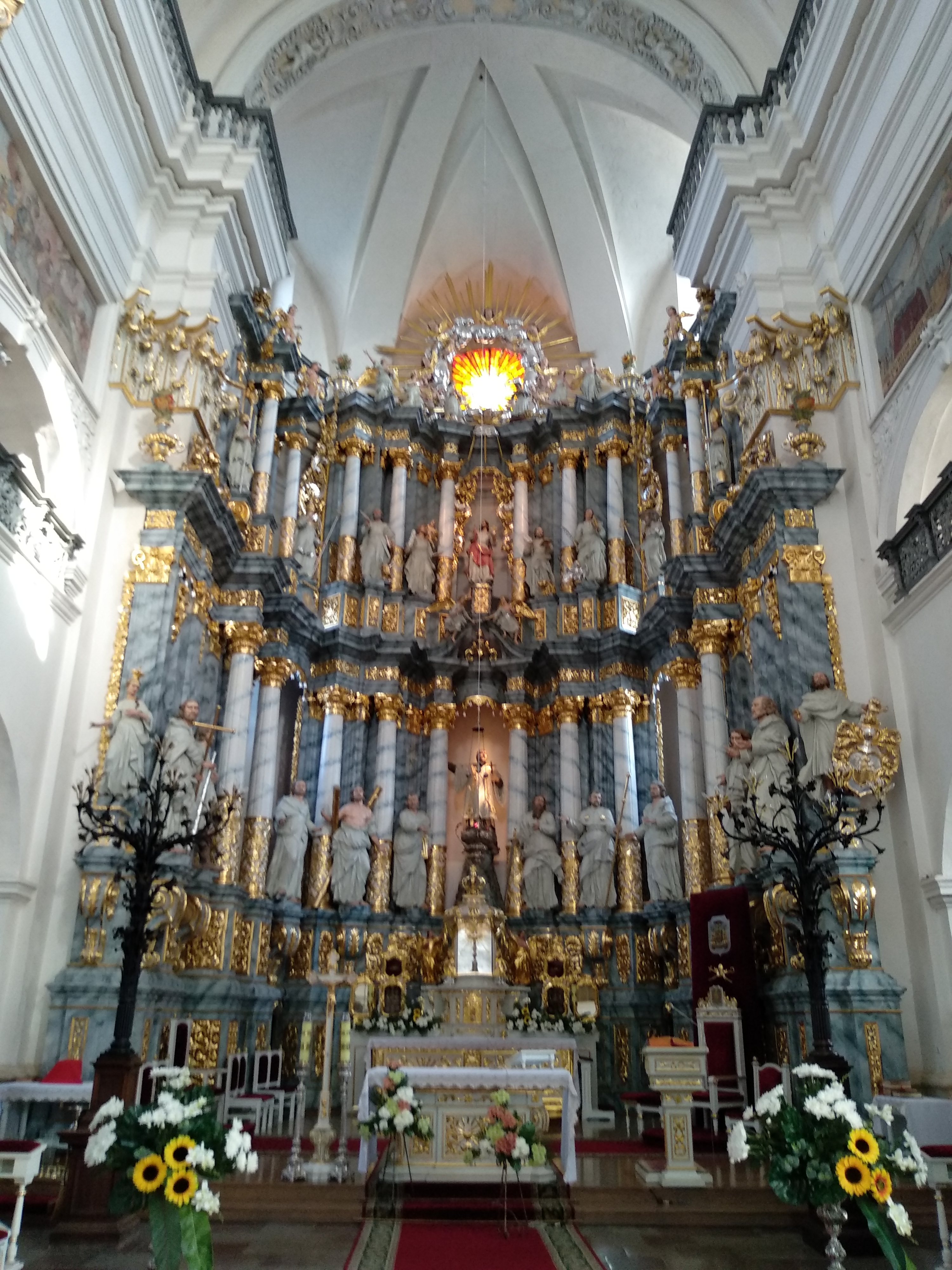
A hatalmas és díszes barokk főoltár
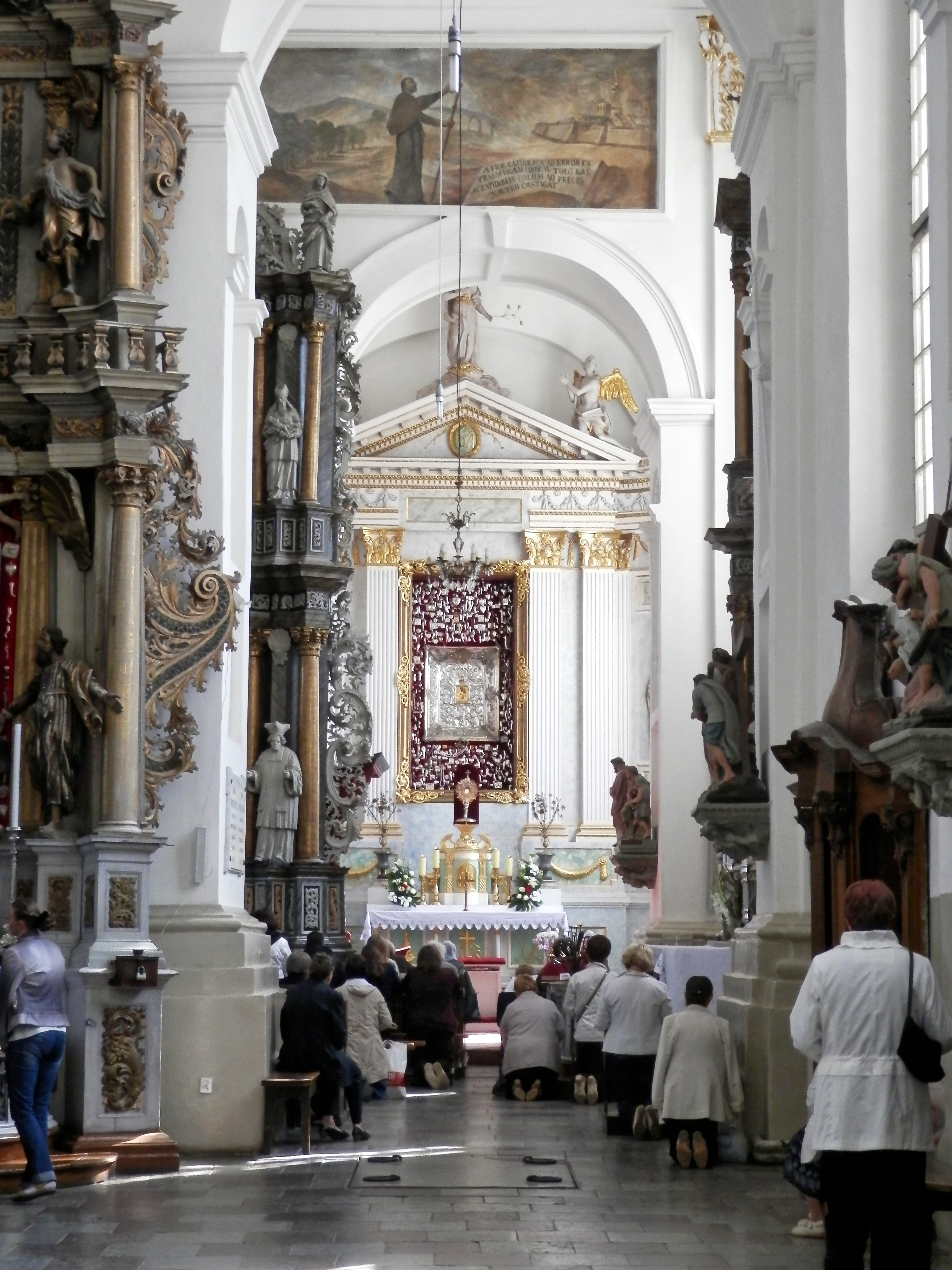
Az ezüstbe foglalt kegykép
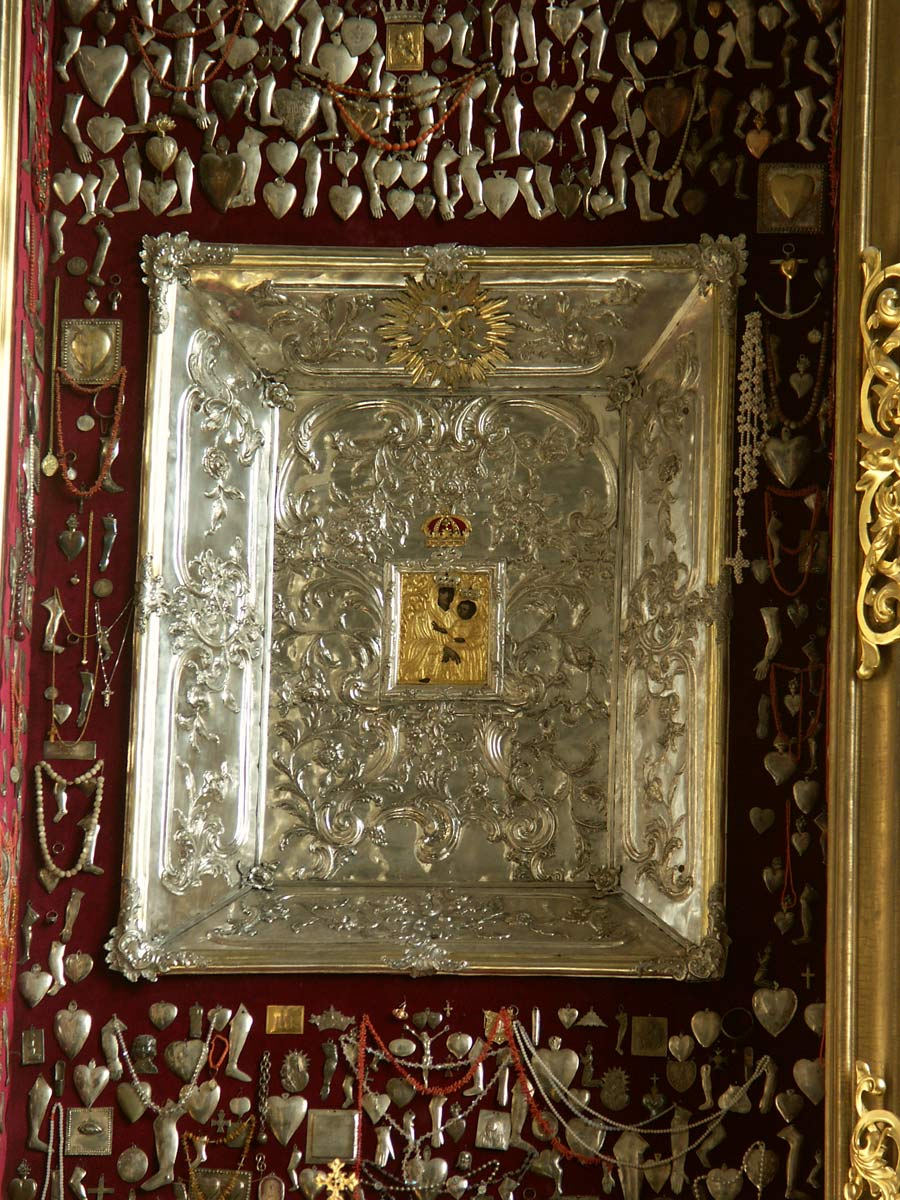
A kegykép és a fogadalmi ajándékok
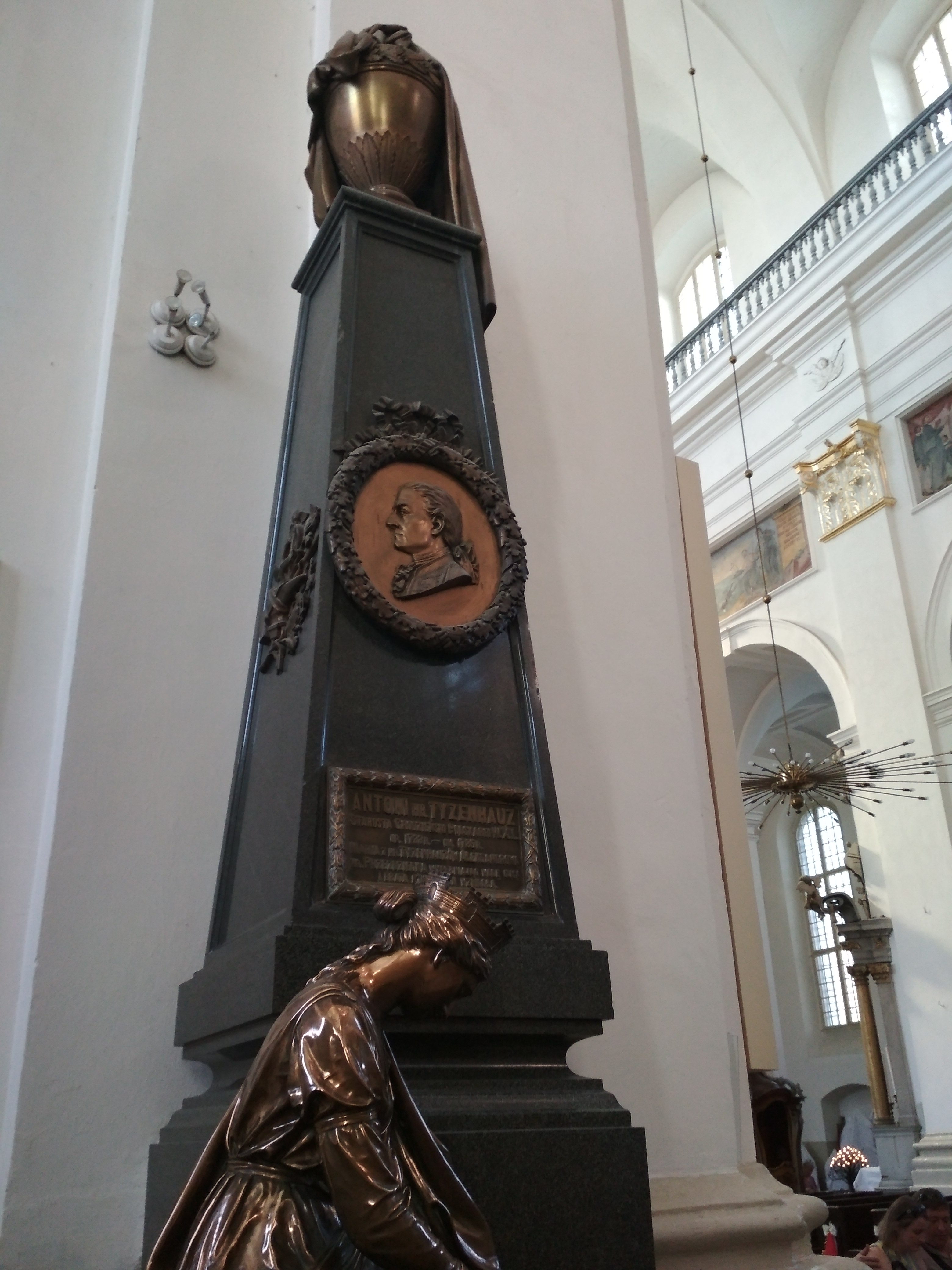
Antoni Tyzenhauz emlékműve

## Fordítás
- Ez a szócikk részben vagy egészben  a   Katedra Świętego Franciszka Ksawerego w Grodnie című lengyel Wikipédia-szócikk ezen változatának fordításán alapul.  Az eredeti cikk szerkesztőit annak laptörténete sorolja fel. Ez a jelzés csupán a megfogalmazás eredetét és a szerzői jogokat jelzi, nem szolgál a cikkben szereplő információk forrásmegjelöléseként.
- Ez a szócikk részben vagy egészben  a   St. Francis Xavier Cathedral, Grodno című angol Wikipédia-szócikk ezen változatának fordításán alapul.  Az eredeti cikk szerkesztőit annak laptörténete sorolja fel. Ez a jelzés csupán a megfogalmazás eredetét és a szerzői jogokat jelzi, nem szolgál a cikkben szereplő információk forrásmegjelöléseként.